# Florencia Fernández
Florencia Fernández (Puerto Madryn, Chubut, Argentina; 23 de agosto de 1993) es una futbolista argentina. Juega de mediocampista en Guillermo Brown de la Liga del Valle del Chubut donde además se desempeña como entrenadora de las categorías formativas del equipo de básquet.

## Trayectoria

### Inicios
Comenzó su carrera deportiva desde los 9 años jugando al básquet en Guillermo Brown, debió abandonar momentáneamente a los 12 años debido a que no existía equipo femenino y jugar un tiempo al vóley, aunque a sus 16 años volvió a jugar en Ferrocarril Patagónico y llegó a la Selección de Básquet de Chubut.
A los 20 años comenzó jugando al fútbol en la modalidad futsal, meses después dio sus primeros pasos en el fútbol en la Liga del Valle del Chubut, ganó varios títulos con Barraca Central, Alumni y J.J Moreno. Además de ser tetracampeona con Guillermo Brown de Puerto Madryn, equipo del que es hincha confesa. En el año 2017 recibió el premio a "deportista madrynense del año" otorgado por Fiesta del Deporte.

### River Plate
A sus 24 años luego de una semana de prueba en River Plate, Daniel Reyes, DT del "millonario" la convocó, en julio de 2018 se sumó al equipo y dos meses después hizo su debut en el "superclásico" contra Boca Juniors. En julio de 2020 firma su contrato profesional ya que hasta ese entonces era futbolista amateur, y se convierte junto a Melina Melipil en las primeras chubutenses en ser futbolistas profesionales.

### Platense
En agosto de 2021 se incorpora al equipo femenino de Platense, luego de su paso de tres años en River Plate.

### Guillermo Brown de Puerto Madryn
En enero de 2022 firmó su vínculo con Brown de Madryn luego de su paso de 6 meses por "El Calamar". En el conjunto madrynense además de desempeñarse como futbolista del primer equipo será entrenadora de las categorías formativas de básquet femenino.

## Estadísticas

### Clubes
| Club            | País      | Año             |
| --------------- | --------- | --------------- |
| River Plate     | Argentina | 2018 - 2021     |
| Platense        | Argentina | 2021 - 2022     |
| Guillermo Brown | Argentina | 2022 - presente |